# NGC 5217
NGC 5217 (другие обозначения — UGC 8546, MCG 3-35-9, ZWG 102.19, PGC 47793) — эллиптическая галактика (E) в созвездии Волосы Вероники.
Этот объект входит в число перечисленных в оригинальной редакции «Нового общего каталога».